# Reial Acadèmia Europea de Doctors
La Reial Acadèmia Europea de Doctors (RAED) neix a Barcelona a 1914 com a Agrupació de Doctors matriculats a Catalunya, va ser reconeguda com a "Reial Acadèmia de Doctors" en 1982 i va adquirir àmbit europeu en 2012. Està dedicada a la recerca i la difusió del coneixement amb l'objectiu de contribuir al desenvolupament cultural, científic, econòmic i social d'Espanya i de la Unió Europea. Des de 2012 el seu president és el catedràtic de Comptabilitat de la Universitat de Barcelona Alfredo Rocafort. La RAED, des de 2014, publica la revista científica "RAED Tribuna Plural".

## Història
La Reial Acadèmia de Doctors té com a precedent l'Agrupació de Doctors matriculats de Catalunya (Agrupación de Doctores matriculados de Cataluña), iniciativa dels Drs. Subieta i Saínz de Figuerola (1914), el qual després del Congrés de Doctors celebrat a Barcelona el 1915 es constituí definitivament al maig de 1919. En fou el primer Degà-President el Dr. Àlvar Esquerdo Esquerdo. El 1920 prengué el nom de Col·legi de Doctors matriculats de Catalunya (Colegio de Doctores matriculados de Cataluña), i el 1924, sota la dictadura de Primo de Rivera fou rebatejada com a Col·legi de Doctors matriculats del Districte Universitari de Barcelona(Colegio de Doctores matriculados del Distrito Universitario de Barcelona).
La intensa activitat cultural disminuí fortament durant la Segona República i pràcticament va desaparèixer amb la Guerra Civil. Ressorgí l'any 1943, sota la presidència del Dr. Guillem Benavent, el qual exercí aquesta funció fins a la seva mort l'any 1963. Mort el Dr. Guillem Benavent, la presidència recau en els doctors Jordi Xifra Heras (fins a l'any 1977), Lluís Dolcet (del 1977 fins a 1988), Josep Casajuana (1988 - 2012) i Alfredo Rocafort Nicolau, actual Degà-President.
L'any 1989 fou sotmesa a una refundació: el 13 de març, l'acadèmia és reconeguda entitat de Dret Públic com "Acadèmia de Doctors" i el 2 d'octubre, el Rei Joan Carles I, li concedí el títol de Reial, essent des d'aleshores Reial Acadèmia de Doctors.
L'any 2021, el Excm. Sr. Dr. Alfredo Rocafort Nicolau revalida el càrrec com a president de la RAED.

## Presidents de l'Acadèmia[7]
- Àlvar Esquerdo Esquerdo (1914-1921)[8]
- Pedro Gerardo Maristany i Oliva (1921-1926)
- Guillem de Benavent Camps (1926-1963)
- Jorge Xifra Heras (1964-1979)
- Luis Dolcet Buxeres (1979-1989)
- Josep Casajuana Gibert (1990-2012)
- Alfredo Rocafort Nicolau (2012-)

## Membres
En 2016 la RAEU compte entre els seus 85 acadèmics numeraris a 77 homes i 8 dones, especialistes en diverses ciències, entre ells es troben l'economista Isidre Fainé i Casas (1997), la catedràtica de Dret Constitucional Teresa Freixes Sanjuan (2010) o el traumatòleg Ramón Cugat Bertomeu (2016).

## Actualitat de l'Academia
Actualment l'activitat de la Reial Academia Europea de Doctors es realitza a l'edifici Foment del Treball Nacional, al carrer Via Laietana, 32 - 3r pis.
Es pot consultar la seva activitat intel·lectual en el seu bolletí de noticies que trobareu a la página: https://raed.academy/
Es rellevant mencionar que disposa de la Fundació Pro Reial Academia Europea de Doctors nascuda l'any 2018 i que tot just comença a funcionar a ple rendiment.